# Блудный сын (балет)
«Блудный сын» (фр. Le fils prodigue), op. 46 — одноактный балет в трёх картинах Сергея Прокофьева на либретто Бориса Кохно по мотивам евангельской притчи о блудном сыне, созданный по заказу Сергея Дягилева для исполнения труппой «Русский балет Дягилева». Премьера состоялась 21 мая 1929 года в Париже в Театре Сары Бернар под управлением Сергея Прокофьева, хореограф — Джордж Баланчин, сценограф — Жорж Руо. В партиях были заняты лучшие исполнители труппы. «Блудный сын» был последней постановкой в последнем, 22-м сезоне труппы Дягилева. Впоследствии «Блудный сын» неоднократно ставился другими балетмейстерами.
От предыдущих балетов Прокофьева заграничного периода «Блудный сын» отличается утончённым лиризмом и прозрачно-хрупкой оркестровкой, полнее проявившихся в более зрелых балетах советского периода творчества. В 1929 году на основе музыки к балету композитор сочинил симфоническую сюиту «Блудный сын», op. 46 bis. В том же 1929 году в нотоиздательстве С. А. Кусевицкого «Российское музыкальное издательство» впервые вышла партитура балета, а в следующем 1930 году там же — партитура сюиты.

## История создания
«Блудный сын» — четвёртый балет Прокофьева созданный по заказу Дягилева после «Алы и Лоллия», «Шута», «Стального скока», но третий балет композитора, поставленный его артрепризой.
Осенью 1928 года Дягилев заказал Прокофьеву новый балет, ставший последним замыслом антрепренёра. Биографы композитора на основании бесед Бориса Асафьева с Сергеем Дягилевым с определённой долей уверенности предполагают, что мотив возвращения блудного сына свидетельствовал о невозможности воплощения желания антрепренёра вернуться на родину «в лоно семьи», что через несколько лет смог осуществить Прокофьев. В те годы на Западе наблюдался интерес художников к библейским и античным сюжетам, что в балете принято обозначать термином «неоклассицизм» в широком значении. Несмотря на то, что композитор был не весьма удовлетворён ни кандидатурой Кохно как автора либретто, ни Баланчина как хореографа, в то время как высоко ценил эскизы Руо, музыка сочинялась легко. К ноябрю 1928 года композитор закончил клавир балета. В письме В. Держановскому от 12 февраля 1929 года Прокофьев писал, что новый балет «несомненно будет одним из самых удачных моих сочинений».
Израиль Нестьев цитировал слова Сергея Григорьева из книги о балете Дягилева (The Diaghilev Ballet. 1909—1929): «Когда я впервые услышал музыку [«Блудного сына»], я пожалел, что хореография не поручена М. Фокину, ибо музыка, казалось, необычайно подходила его таланту. <…> Прокофьев немедленно почувствовал, что Баланчин был не тем хореографом, которого требовала тема, и сам Дягилев, вероятно, разделял это мнение». Далее Нестьев приводит ещё одно мнение Григорьева: «покоряющая человечность и театральная конкретность новой партитуры были тепло приняты танцорами (Ф. Дубровская, С. Лифарь, Л. Войцеховский, А. Долин), но мало отвечали манере Баланчина, склонного к конструктивно-интеллектуальным решениям».
Премьера, на которой присутствовали Сергей Рахманинов, Пабло Пикассо, Поль Валери, Жан Кокто, прошла успешно. Последующие после парижской премьеры показы спектакля в Лондоне и Берлине сопровождались хорошими отзывами прессы, но в августе 1929 года, через 3 месяца после первого представления балета, знаменитый антрепренёр закончил свой жизненный путь в Венеции. «Блудный сын» стал последним балетом, представленным труппой Русский балет Дягилева.

## Сюжет и действующие лица
При составлении либретто Борис Кохно несколько изменил традиционный евангельский сюжет, изъяв эпизод с завистливым старшим братом и добавив трогательные образы сестёр и злодейские фигуры друзей блудного сына.
Сюжет очень сжат. Музыка композитора передала драматический глубокий смысл притчи и серьёзные человеческие эмоции человека, покинувшего свой родной дом, обманувшегося в своих надеждах и затем искренне раскаявшегося.
Полное либретто описали А. Деген и И. Ступников.
В 1929 году на премьере в Париже основные партии исполняли:
- Блудный сын — Серж Лифарь
- Отец — Михаил Фёдоров
- Сирена — Фелия Дубровская
- Слуги Отца — Антон Долин и Леон Войцеховский

## Части
Одноактный балет состоит из 3 картин (Уход, Скитания, Возвращение), включающих 10 сцен. В записи Геннадия Рождественского 1979 года общая продолжительность балета составляет около 37 минут:
- Картина I

1. Уход (Блудный сын покидает отца и сестёр) — 5:46
2. Встреча с товарищами — 4:54
3. Красавица — 3:40
4. Мужской танец — 2:37
- Картина II

5. Блудный сын и красавица (Adagio) — 3:36
6. Попойка — 2:33
7. Грабеж — 2:15
8. Пробуждение и раскаяние (Adagio) — 2:45
- Картина III

9. Дележ добычи (Интерлюдия) — 2:44
10. Возвращение (Adagio) — 6:11

## Место в творчестве
По мнению И. И. Мартынова, «последняя творческая встреча с Дягилевым оставила неизгладимый след в биографии Прокофьева, написавшего произведение большого художественного значения».
В отличие от языческой «Скифской сюиты», фольклорного «Шута», урбанического «Стального скока», «Блудный сын» всецело проникнут лиризмом. Согласно Израилю Нестьеву, Прокофьев относил «Блудный сын» к наиболее важным сочинениям «парижского» периода. В музыке балета композитор совершил «прорыв в сферу новой лирической мелодики, открывая путь к поэтичнейшему лиризму «Ромео и Джульетты» и других шедевров тридцатых годов».
Прокофьев неоднократно возвращался к тематическому материалу «Блудного сына», который прежде всего был использован при сочинении Четвёртой симфонии и в трёх из «Шести концертных пьес» для фортепиано, ор. 52.
В 1948 году балеты Прокофьева «Шут», «Стальной скок», «Блудный сын» и «На Днепре» резко критиковались в качестве образца буржуазного модернизма как среди произведений композитора досоветского (заграничного) периода, так и вместе с «порочными» сочинениями композиторов «формалистического направления», якобы отразившими чуждые влияния.

## Восприятие
Через день после премьеры балета друг С. С. Прокофьева Н. Я. Мясковский дал такую оценку сочинению: «Скажу Вам откровенно — сейчас я от этой музыки просто не могу отвязаться — разные темы, обороты, гармонии так и звенят у меня в голове. Но сперва я был как-то ошарашен. Вы помните, что я всегда на Ваши «новые» сочинения не сразу умел реагировать, так и сейчас. Здесь Вы вдруг совсем отскочили в сторону от только что бывшего, особенно после «Стального скока», — и прозрачная фактура, очень ясная полифония, совсем не громоздкие и с редкими резкостями гармонии — все как-то ново, необычно и в то же время ни на кого, кроме Вас, не похоже. Я долго усваивал — раза три проиграл сам, раза три продемонстрировал (когда уже кое-чем овладел) и теперь начинаю думать, что это одно из удачнейших и своеобразнейших Ваших сочинений, продолжающих, пожалуй, в каком-то плане линию «Мимолетностей».
Прокофьев высоко ценил мнение Мясковского, который указывал на ошибки в партитуре, но после получения клавира «На Днепре» не знал, какому из двух балетов отдать предпочтение: странно изысканному старшему брату «Блудному сыну», который «у меня то и дело всплывает в памяти — в самое разное время, в самых разных местах — в нем очень сильные темы» и от которого «Я таю <…>»; или его младшему брату «На Днепре», казавшемуся «как-то глубже и не то мягче, не то теплее». Прокофьев соглашался с суждением друга в ответном письме: «Он [«На Днепре»], действительно, написан в манере «Блудного сына», но с некоторым дальнейшим смягчением и углублением.

## Постановки

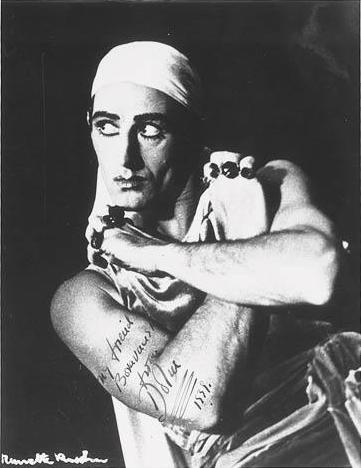
Антон Долин в «Блудном сыне» на гастролях 1939 года в Австралии

Израиль Нестьев писал, что в отличие от ранних балетов Прокофьева, созданных по заказу Дягилева и Лифаря, которые не удержались в репертуаре, сценическая судьба «Блудного сына» была наиболее удачна, чему способствовало его возобновление с декорациями Ж. Руо. Через много лет после премьеры 1929 года Дж. Баланчин возобновил постановки балета в восстановленном виде с декорациями Ж. Руо:
- 1950 — труппа Нью-Йорк Сити балет, исполнители: Блудный сын — Дж. Роббинс, Сирена — Мария Толчиф. Впервые в СССР «Блудный сын» был показан в 1962 году в данной постановке[24][25]
- 1974 — Парижская опера, показан в СССР в 1977 году[25]

Премьера этой возобновлённой постановки Баланчина с декорациями Руо была представлена в Мариинском театре 14 декабря 2001 года и до 30 января 2016 года выдержала 53 спектакля.
Постановки других балетмейстеров: 
- 1931 — Фоль-кванг-балет, Эссен, балетмейстер К. Йосс[25]
- 1938 — труппа полковника де Базиля на гастролях в Австралии, Сидней, балетмейстер Д. Лишин[24][25]
- 1942 — труппа полковника де Базиля Оригинальный русский балет на гастролях в Бразилии, Рио-де-Жанейро[24]
- 1942 — Римская опера, балетмейстер А. Миллош[25]
- 1955 — Балет Чилийского университета, Сантьяго, балетмейстер Э. Утхофф[25]
- 1962 — Солисты Ла Скала, Милан, балетмейстер М. Пистони[25]
- 1964 — Берлинская государственная опера, балетмейстер Г. Кретке[25]

В СССР: 
- 1973 — Театр «Эстония», Таллин, балетмейстер М. Мурдмаа[25]
- 1974 — Театр им. Кирова, Ленинград, балетмейстер М. Мурдмаа[25][27]
- 1991 — Постановка Большого театра. Дирижер - постановщик Павел Сорокин Солисты: Юрий Посохов, Соблазнительница - Нина Сперанская, Отец - М. Шевченко, Две сестры - Е.Ахулкова,  Ш.Шостак, артисты - С.Антонов, Э.Смирнов, А.Афанасьев, М.Выренков, М.Гондюреев, В.Данилычев, А.Макаров, А.Мубаряков, А.Сомов, А.Фадеев, М.Шульгин.

На сайте Фонда Баланчина всего упомянуто 108 постановок (последние — за 2015 год).

## Записи музыки к балету
- 1979 — первая в мире запись балета — Государственный академический симфонический оркестр СССР под управлением Геннадия Рождественского, фирма «Мелодия» С10 13289-90[10]
- 1990 — Государственный симфонический оркестр Министерства культуры СССР под управлением Г. Н. Рождественского. Фирма «Мелодия» MEL CD 10 02430. «Блудный сын» на диске 2 из 9 CD юбилейного комплекта записей семи балетов Сергея Прокофьева, выпущенного в 2016 году к 125-летию рождения композитора[29][30]

## Сюита из балета «Блудный сын»
Следуя уже установившейся традиции, начатой с составления «Скифской сюиты», продолженной cюитой из балета «Шут» и другими сюитами, сочинёнными на материале своей балетной и оперной музыки, Прокофьев использовал партитуру нового произведения при создании cимфонической сюиты из балета «Блудный сын», op. 46 bis, которая была записана оркестрами под управлением Г. Себастьяна и Л. Барзипа.